# سن ویتو لو کاپو
سن ویتو لو کاپو (به ایتالیایی: San Vito Lo Capo) یک کومونه در ایتالیا است که در استان تراپانی واقع شده‌است.

## خصوصیات
سن ویتو لو کاپو ۵۹ کیلومترمربع مساحت و ۳٬۹۱۴ نفر جمعیت دارد و ۶ متر بالاتر از سطح دریا واقع شده‌است.

## خواهرخوانده
شهرهای سن ویتو کتینو و حلق الوادی خواهرخوانده‌های سن ویتو لو کاپو هستند.